# Meistausführungsprinzip
Das Meistausführungsprinzip ist eines der meistverwendeten Auktionsverfahren an den Finanzmärkten. Beispiele sind Eröffnungs- und Schlussauktionen im Wertpapierhandel (Aktien, Anleihen, CO2-Zertifikate) sowie auch im Energiehandel. Gesucht wird der Preis, zu dem die maximale Menge ausgeführt werden kann.
Dafür werden zunächst Kauf- und Verkaufsorders in einem Orderbuch gesammelt.  Im Anschluss wird der Kurs ermittelt, zu dem der größte mengenmäßige Umsatz mit dem geringsten Angebots- und Nachfrageüberhang erzielt werden kann. Sind die Überhänge gleich groß, wird der Preis gewählt, der näher am Referenzpreis (zuletzt gehandelter Preis) ist.

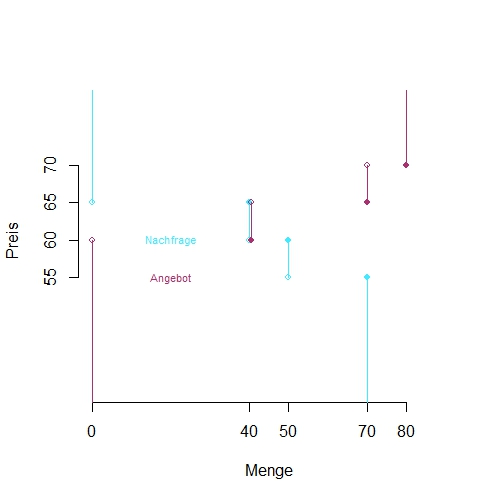
Meistausführungsprinzip: Die Struktur von Angebot und Nachfrage erlaubt es nicht, einfach einen Schnittpunkt zu bilden.

## Beispiel (geringster Überhang)
Folgende Kauf- und Verkaufsgebote wurden abgegeben:
| Menge (Stück) | Preis (€) |
| ------------- | --------- |
| 40            | 60        |
| 30            | 65        |
| 10            | 70        |

| Menge (Stück) | Preis (€) |
| ------------- | --------- |
| 40            | 65        |
| 10            | 60        |
| 20            | 55        |

Für jeden der gesetzten Limitpreise wird geprüft, welche Kauf- und Verkaufsgebote im Geld, d. h. für sich genommen zu diesem Preis ausführbar wären. Dann ergibt sich für die jeweiligen Preise die folgenden Mengen:
| Preis (€) | Kaufmengen im Geld | Verkaufsmengen im Geld | ausführbarer Umsatz | Überhang Kaufseite | Überhang Verkaufseite |
| --------- | ------------------ | ---------------------- | ------------------- | ------------------ | --------------------- |
| 55        | 70                 | 0                      | 0                   | 70                 | 0                     |
| 60        | 50                 | 40                     | 40                  | 10                 | 0                     |
| 65        | 40                 | 70                     | 40                  | 0                  | 30                    |
| 70        | 0                  | 80                     | 0                   | 0                  | 80                    |

Für einen Preis von 60 € oder 65 € wird somit am meisten Umsatz ermöglicht. Es kann jeweils eine Menge von 40 Stück ausgeführt werden. Jedoch besteht für 60 € ein Überhang von 10 Stück auf der Kaufseite, für einen Preis von 65 € ein Überhang von 30 Stück auf der Verkaufsseite. Es wird nun der Preis mit dem geringsten Überhang gewählt, d. h. es entsteht ein Preis von 60 €.

## Andere Auktionsverfahren
Die tägliche EPEX Dayahead-Auktion zur Bestimmung der Strompreise des Folgetages bestimmt zwar einen einheitlichen Preis, folgt aber nicht dem Meistausführungsprinzip, sondern einem komplexen, proprietären Algorithmus namens Euphemia. Dieser bestimmt zunächst einen markträumenden Preis für jede Bietzone (im Allgemeinen ein europäisches Land) und generiert im weiteren Verlauf automatisch grenzüberschreitende Geschäfte zur Angleichung der regionalen Preise solange bis entweder ein europäischer Einheitspreis erzielt oder alle dafür nutzbaren Netzkapazitätsreserven ausgeschöpft sind.
Eine weitere Klasse komplexer Auktionsverfahren sind die SMR-Verfahren, die zur Versteigerung von Mobilfunkfrequenzen genutzt werden.